# Initiative populaire « Pour un jour de la fête nationale férié »
L'initiative populaire fédérale « Pour un jour de la fête nationale férié » (Initiative 1er août) est une initiative populaire fédérale suisse, approuvée par le peuple et les cantons le 26 septembre 1993.

## Contenu
Cette initiative vise à introduire un nouvel article 116bis à la Constitution fédérale, déclarant le 1er août comme jour de fête nationale, considéré comme un dimanche pour le droit du travail. Le texte complet de l'initiative peut être consulté sur le site de la Chancellerie fédérale.

## Déroulement

### Contexte historique
Lancée dans le cadre de l'organisation des célébrations du 700e anniversaire de la Suisse, cette initiative avait pour but de standardiser les pratiques concernant la célébration de la fête nationale suisse : jusqu'alors en effet, seuls les cantons de Zurich, Schaffhouse et du Tessin considéraient le 1er août comme jour férié ; pour les autres cantons, cette journée était un jour ouvrage ou, dans certains cas, un demi-jour férié.

### Récolte des signatures et dépôt de l'initiative
La récolte des 100 000 signatures nécessaires par les Démocrates suisses s'est déroulée entre le 25 avril 1989 et le 25 septembre 1990. Ce même jour, elle a été déposée à la chancellerie fédérale qui l'a déclarée valide le 25 septembre 1990.

### Discussions et recommandations des autorités
Le parlement et le Conseil fédéral ont recommandé l'acceptation de cette initiative.
Les recommandations de vote des partis politiques gouvernementaux ont été les suivantes :
| Parti politique              | Recommandation  |
| ---------------------------- | --------------- |
| Alliance des indépendants    | Oui             |
| Ligue des Tessinois          | Oui             |
| Parti des automobilistes     | Oui             |
| Parti chrétien-social        | Oui             |
| Parti démocrate-chrétien     | Oui             |
| Parti libéral                | Non             |
| Parti radical-démocratique   | Oui             |
| Parti socialiste             | Oui             |
| Parti du travail             | Oui             |
| Union démocratique du centre | Oui             |
| Union démocratique féderale  | Oui             |
| Les Verts                    | Liberté de vote |

### Votation
Soumise à la votation le 26 septembre 1993, l'initiative est  acceptée par la totalité des 20 6/2 cantons et par 83,8 % des suffrages exprimés. Le tableau ci-dessous détaille les résultats par canton :